# Pude
En pude er en slags pose af stof, der er fyldt med blødt og eftergiveligt materiale. Den kan bruges som støtte.

## Pudetyper
Støttepuder er ofte hovedpuder i en seng, men kan også være sofapuder, rygpuder og  puder til brug på stole og bænke.
Det kan også være puder på bærestropper og idrætsudstyr og selepuder på seletøj. Andre puder er nålepuder, sypuder, kniplepuder og lugtepuder til parfume.
Ordet pude betød oprindeligt "noget, som er opsvulmet eller opblæst" og bruges stadig med denne betydning. Under fødderne er der trædepuder og kameler har specielle trampepuder. "Pude" betegner også genstande inden for fagområder, ofte i betydningen stødpude.

## Materialer og fyld
Oprindeligt blev hovedpuder og dyner fyldt med græs, halm, fjer, mankehår og lign. De kunne også fyldes med dun eller edderdun (dun fra edderfugle).  I dag er hovedpuder ofte fyldt med dun og små fler fra forskellige tamme gæs og ænder eller med moderne, syntetiske materialer.
Selve pudeposen kan være syet af vævet stof. Tidligere helst af hør, senere af bomuld. Men de kan også laves af silke, fløjl eller skind. Puder kan også være fyldt med luft.

### Pudevår
Fordi puder er vanskelige at vaske og tørre, kan især hovedpuder beskyttes med et betræk eller pudevår. Det kan rengøres uden problemer og forhindrer, at selve puden bliver snavset.